# Panik Ltdc
Pour les articles homonymes, voir Panik.
 (novembre 2023).
Si vous disposez d'ouvrages ou d'articles de référence ou si vous connaissez des sites web de qualité traitant du thème abordé ici, merci de compléter l'article en donnant les références utiles à sa vérifiabilité et en les liant à la section « Notes et références ».
Panik Ltdc est un groupe de punk rock français, originaire d'Île-de-France.

## Historique
Le groupe est formé en octobre 1981[réf. nécessaire].
Leur premier album sort en 1983,,, suivi de la reprise d'Édith Piaf Non, je ne regrette rien sortie dans la compilation de 1984 nommée The First Sonic World War. Les chansons de Panik se voient souvent incluses dans les compilations punk françaises que celles-ci soient d'époque ou de nos jours[réf. nécessaire]. Le groupe s'arrête en 1986, à la suite du départ du batteur et du bassiste.
En 2007, le groupe se reforme avec Christian, Guy, Ben et Xavier et donne un concert à Genève[réf. nécessaire].
Ils jouent au Week-end Sauvage #9 en décembre 2016 avec notamment Les Olivensteins et les Producteurs de Porcs à Montpellier,.
En 2018, Panik Ltdc accueille de nouveaux membres et sort son deuxième album officiel, Aujourd'hui plus qu'hier chez Combat Rock[réf. nécessaire].
Dans ce nouvel album, un des titres, « Juste un vieux punk » sur lequel un clip vidéo est réalisé, est  remarqué par le chanteur Christophe, qui s’associe avec Panik pour une chanson en duo dans son dernier album, sorti le 17 mai 2019 (Cœur défiguré)[réf. nécessaire].

## Membres.
- Chant - Christian Panik
- Drum - Micky Boys
- Guitare - Toons O'Bayou
- Bass - Tom O'Bayou

## Discographie
- 1983 : Panik LTDC (1er album officiel)
- 1984 : The First Sonic World War (participation à la compilation)
- 2018 : Aujourd'hui plus qu'hier (2e album officiel)
- 2019 : Participation à l'album de Christophe (Cœur défiguré)
- 2023 : EP 3 Titres